# Территории США

Островные территории США

Территории США (англ. Territories of the United States) — территории, находящиеся под управлением правительства США, но не являющиеся частью какого-либо штата или округа Колумбия.

## Правовой статус
Конгресс США управляет территориями США в соответствии с пунктом 2 раздела 3 статьи 4 Конституции США: Конгресс имеет право поступать по своему усмотрению с территориями и другими землями, принадлежащими Соединенным Штатам, и вводить в них необходимые правила и положения. При этом сами территории не имеют представительства на федеральном уровне.

## Классификация
Территория США может быть инкорпорированной или неинкорпорированной, а также организованной или неорганизованной.
- Инкорпорированная территория — территория, на которой Конгресс США установил действие Конституции США в полном объёме, включая предоставление гражданства её жителям. Такая территория считается неотъемлемой частью США и не может быть выведена из их состава. В противоположность этому, неинкорпорированная территория не входит в состав США, а является их владением; она может быть выведена из-под юрисдикции США, а Конституция США действует там ограниченно.
- Организованная территория — территория, в которой Конгресс США организовал местное правительство. Неорганизованная территория находится под непосредственным управлением правительства США.

### Инкорпорированные организованные территории
Переходная форма управления перед получением прав штата. Многие из нынешних штатов образовались из подобных территорий, зачастую в процессе их дальнейшего дробления и размежевания (например, Орегон, Монтана, Айдахо, Вашингтон и др.). После того как в августе 1959 года Территория Гавайи получила права штата, таких территорий в составе США не осталось.

### Инкорпорированные неорганизованные территории
- Атолл Пальмира

К инкорпорированным неорганизованным территориям также приравнены:
- Территориальные воды США в пределах 12 морских миль
- Корабли под флагом США, находящиеся в открытых водах

### Неинкорпорированные организованные территории
- Пуэрто-Рико
- Американские Виргинские Острова
- Северные Марианские Острова
- Гуам

### Неинкорпорированные неорганизованные территории
- Американское Самоа (де-факто организованная территория, имеющая самоуправление и конституцию)
- Остров Бейкер
- Остров Джарвис
- Остров Навасса
- Остров Уэйк
- Остров Хауленд
- Атолл Джонстон
- Атолл Мидуэй
- Риф Кингмен

Иногда к неинкорпорированным территориям относят также два следующих острова в Карибском море, которые оспариваются несколькими другими государствами и контролируются Колумбией:
- Банка Бахо-Нуэво
- Банка Серранилья

Также к неинкорпорированным неорганизованным территориям могут быть отнесены территории, арендованные США у других стран (например, для создания военных баз). Их точный правовой статус зависит от условий конкретных договоров США с соответствующими странами.